# Liriomyza mirifica
Liriomyza mirifica är en tvåvingeart som beskrevs av Spencer 1963. Liriomyza mirifica ingår i släktet Liriomyza och familjen minerarflugor.
Artens utbredningsområde är Uganda. Inga underarter finns listade i Catalogue of Life.